# Sponstampon
Een sponstampon is een tampon zonder touwtje. Ze zijn net als normale tampons bedoeld voor het absorberen van het menstruatiebloed tijdens de menstruatie. De tampons lijken qua uiterlijk wel een beetje op een klein sponsje.
De tampons worden in de vagina gedragen en sluiten de baarmoedermond af, zodat geen bloed in de vagina terechtkomt. Omdat de tampons geen touwtje hebben en ver naar achter in de vagina geplaatst worden, hoeven ze net als de softcup, niet verwijderd te worden tijdens het vrijen. Een tampon beschermt niet tegen soa en zwangerschap.
Tijdens het dragen zijn de tampons niet zichtbaar. Hierdoor wordt dus bijvoorbeeld ook een saunabezoek mogelijk. De tampons kunnen ook tijdens zwemmen en andere sporten gebruikt worden.
Sommige merken verkopen de tampons in een dry (droog) en een wet (nat) variant. De wet variant is vochtig verpakt en kan direct worden ingebracht. Bij de dry variant kan de gebruikster een glijmiddel gebruiken bij het inbrengen.
Sommige merken hebben een inkeping, waardoor het verwijderen gemakkelijker wordt. De tampons worden met de vinger in en uit de vagina gebracht.